# Erwin Casmir
Erwin Casmir (Spandau, Alemania, 2 de diciembre de 1895-Fráncfort, RFA, 19 de abril de 1982) fue un deportista alemán que compitió en esgrima, especialista en las modalidades de florete y sable.
Participó en tres Juegos Olímpicos de Verano entre los años 1928 y 1936, obteniendo en total tres medallas, plata en Ámsterdam 1928 y dos bronces en Berlín 1936. Ganó tres medallas de bronce en el Campeonato Mundial de Esgrima entre los años 1931 y 1937.

## Palmarés internacional
| Juegos Olímpicos   | Juegos Olímpicos         | Juegos Olímpicos  | Juegos Olímpicos    |
| Año                | Lugar                    | Medalla           | Prueba              |
| ------------------ | ------------------------ | ----------------- | ------------------- |
| 1928               | Ámsterdam (Países Bajos) | Medalla de plata  | Florete individual  |
| 1936               | Berlín (Alemania)        | Medalla de bronce | Florete por equipos |
| 1936               | Berlín (Alemania)        | Medalla de bronce | Sable por equipos   |
| Campeonato Mundial |                          |                   |                     |
| Año                | Lugar                    | Medalla           | Prueba              |
| 1931               | Viena (Austria)          | Medalla de bronce | Sable por equipos   |
| 1934               | Varsovia (Polonia)       | Medalla de bronce | Florete por equipos |
| 1937               | París (Francia)          | Medalla de bronce | Sable por equipos   |